# Ekebergparken

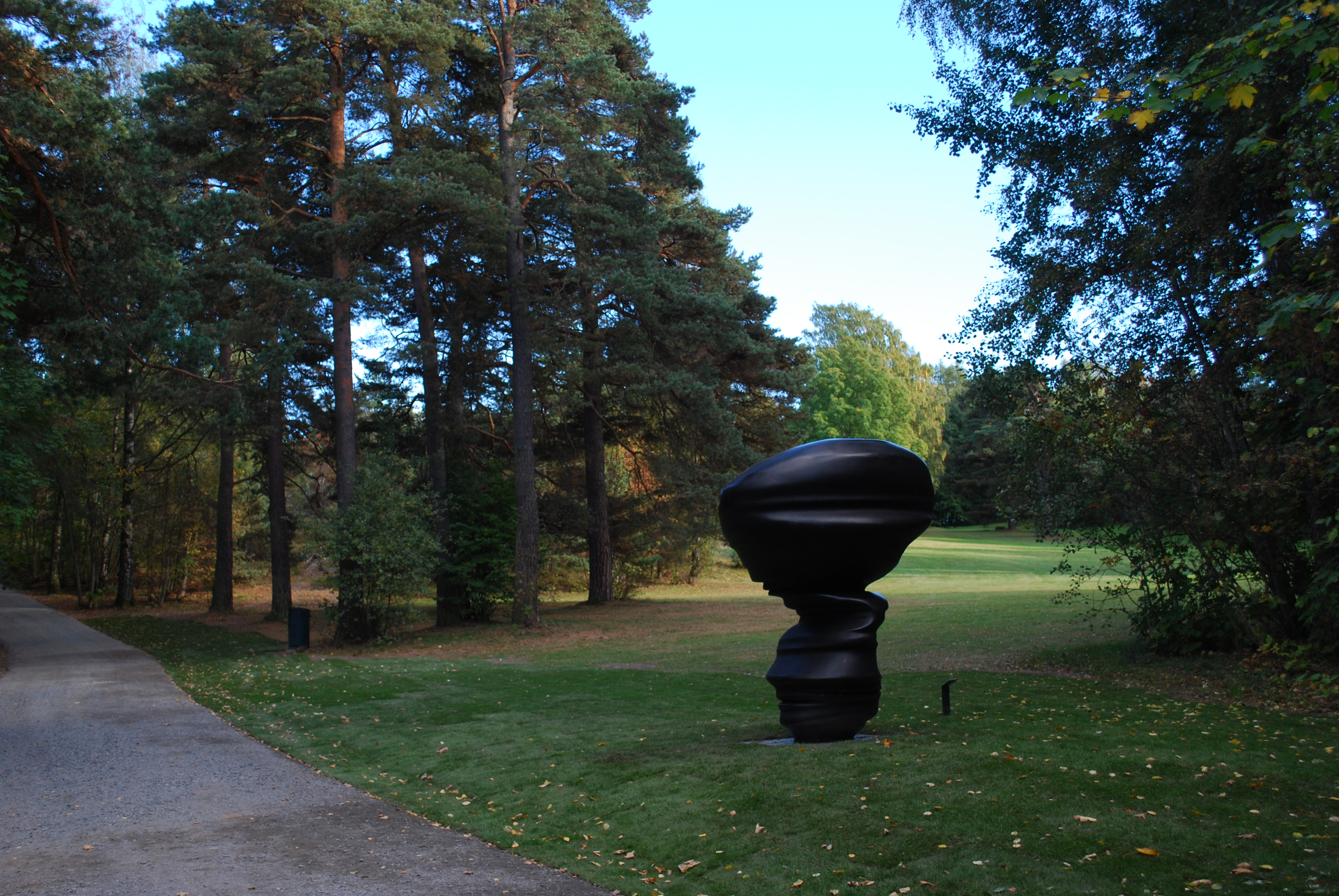
Escultura de Tony Cragg.

El Ekebergparken (Parque Ekenberg) es un parque de escultura y un parque de patrimonio nacional cercano al Ekebergrestauranten y con una vista panorámica de la ciudad de Oslo, Noruega.
El parque fue creado y financiado por el director de la propiedad y coleccionista de arte Christian Ringnes (nacido en 1954). El parque está ubicado en un área boscosa de 25.5 acres y fue inaugurado el 26 de septiembre de 2013.
Se instalaron un total de 31 esculturas cuando se llevó a cabo la ceremonia de apertura en 2013, muchas de ellas con mujeres como sujetos. El parque es propiedad de la ciudad de Oslo y las esculturas son propiedad de la fundación Christian Ringnes, la C Ludens Ringnes Foundation. Se estableció por completo en febrero de 2015, incluidos los senderos, la superficie del agua y 25 esculturas. El capital de 350 millones de coronas noruegas se reservó en ese momento para cubrir la compra de esculturas adicionales, hasta un total de ochenta, y para la operación del parque durante al menos 50 años.

## Museo
Junto al parque también hay un museo cubierto ubicado en Lunds Hus, que presenta la historia y la naturaleza del área de Ekeberg. Además hay una tienda de arte que tiene libros y artículos de diseño. Lunds hus es una villa blanca de 1891.

## Obras de arte en Ekebergparken
A fecha de 2019, el parque tenía las siguientes esculturas:
- El Grito, 2013, por Marina Abramović
- Indre rom VI. Livsløpet, acero inoxidable, por Por Inge Bjørlo
- Reflexiones, bronce, 2006, por Guy Buseyne
- Mujer reclinada, bronce, por Fernando Botero
- As de diamantes III, acero inoxidable, 2004, por Lynn Chadwick
- Sturm und Drang, bronce pintado, 2014, por Jake y Dinos Chapman
- Cast glances, bronce, 2002, por Tony Cragg
- El Baile, acero inoxidable, 2013, por George Cutts

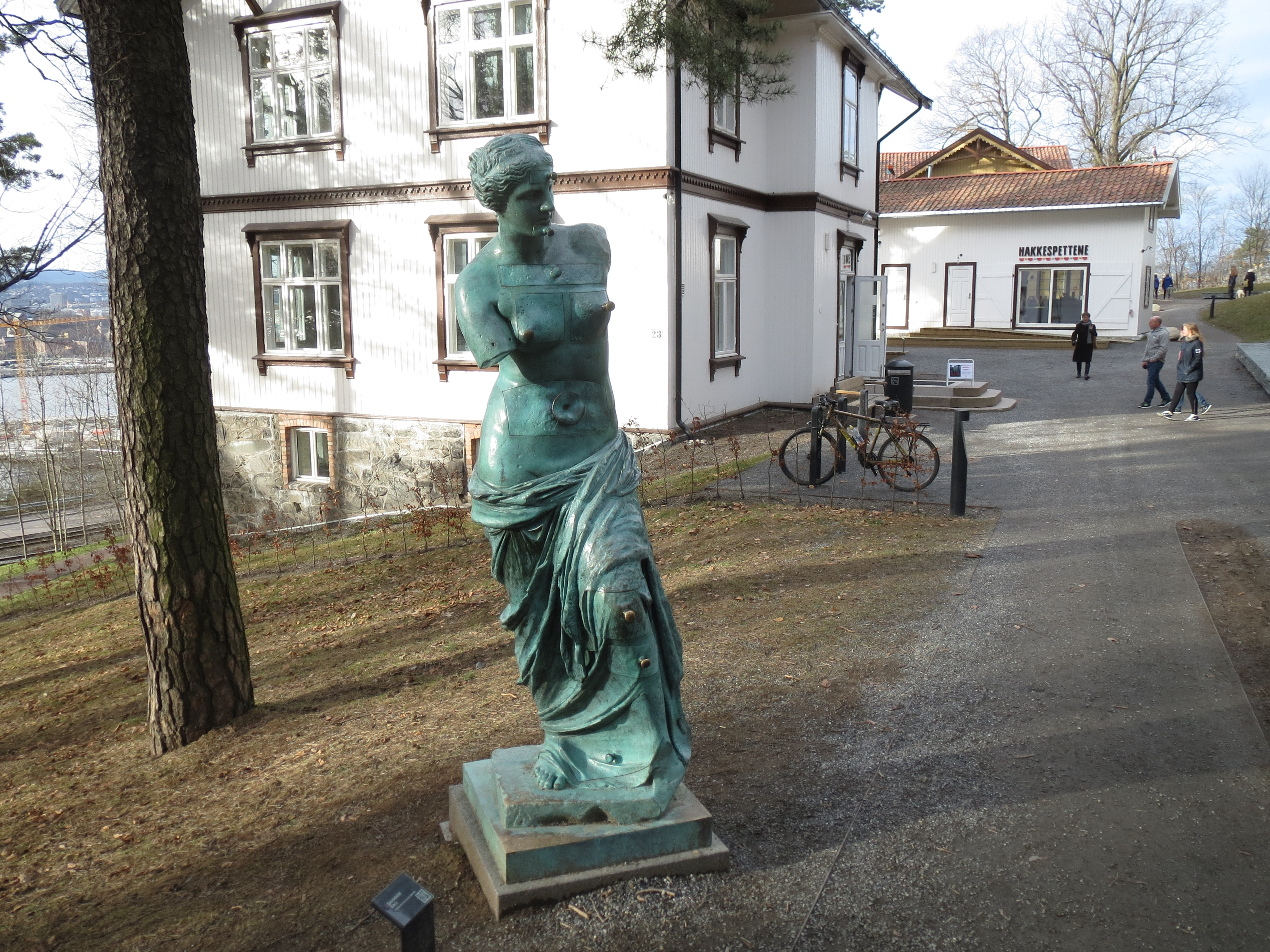
Salvador Dalí: Venus Milo aux tiroirs

- Venus Milo aux tiroirs, bronce, 1936, por Salvador Dalí
- Dilema, bronce, 2017, por Elmgreen & Dragset

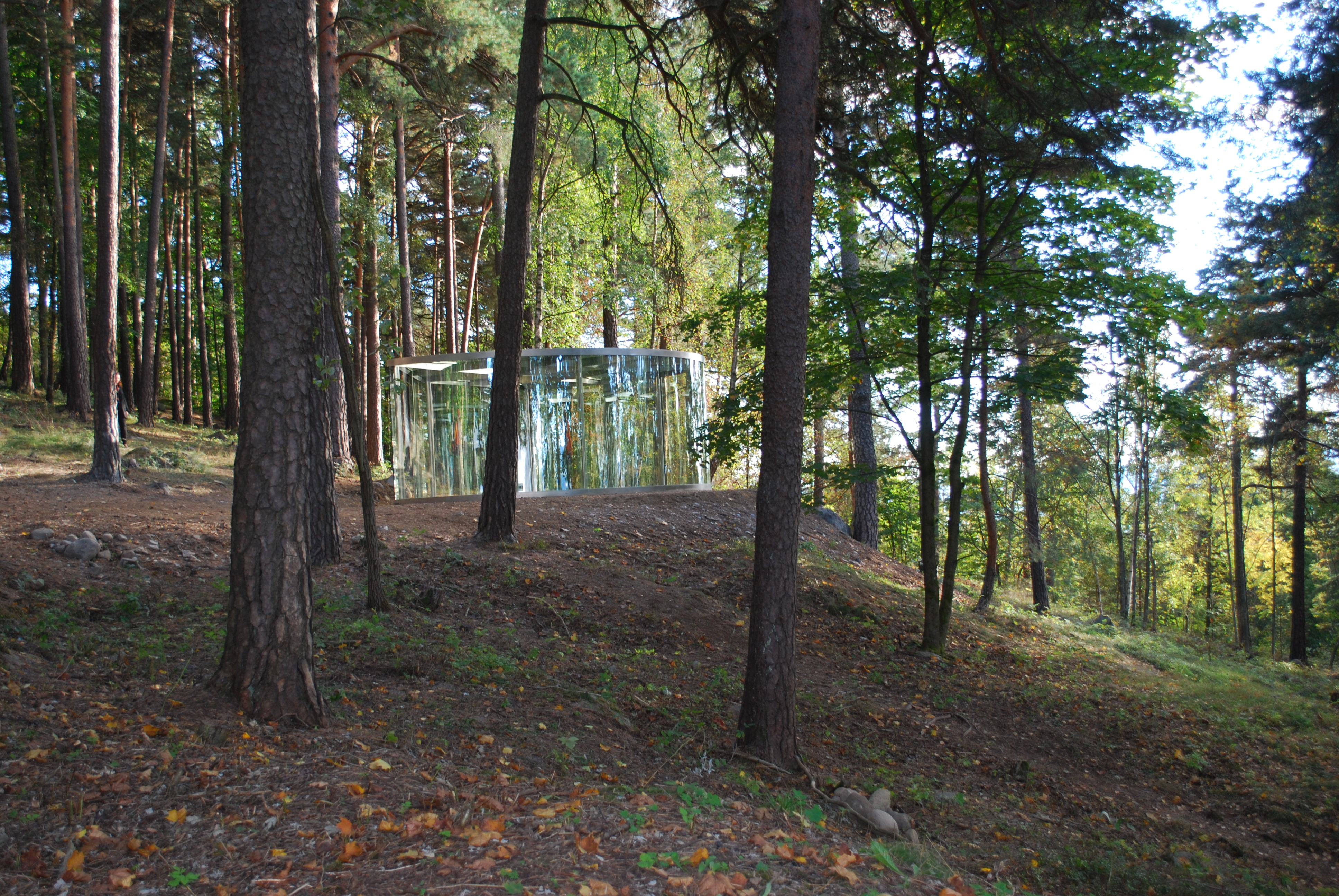
Dan Graham: Pabellón Ekeberg

- Ekeberg Pavillion, cristal, piedra y metal, 2013, por Dan Graham
- Mujer andando, bronce, 2010, por Sean Henry
- Anatomía de un Ángel, mármol, 2008, por Damien Hirst
- Stone carving, 2013, por Jenny Holzer
- Air burial, por Roni Cuerno
- Marilyn, acero inoxidable, por Richard Hudson
- Levitating woman, bronce, 2012, por Johnson Mate
- Deep Cream Maradona, 2016, bronce, por Sarah Lucas
- Judith, bronce, 2017, por Markus Lüpertz
- Libro abierto, acero inoxidable, 2010, por Diane Maclean

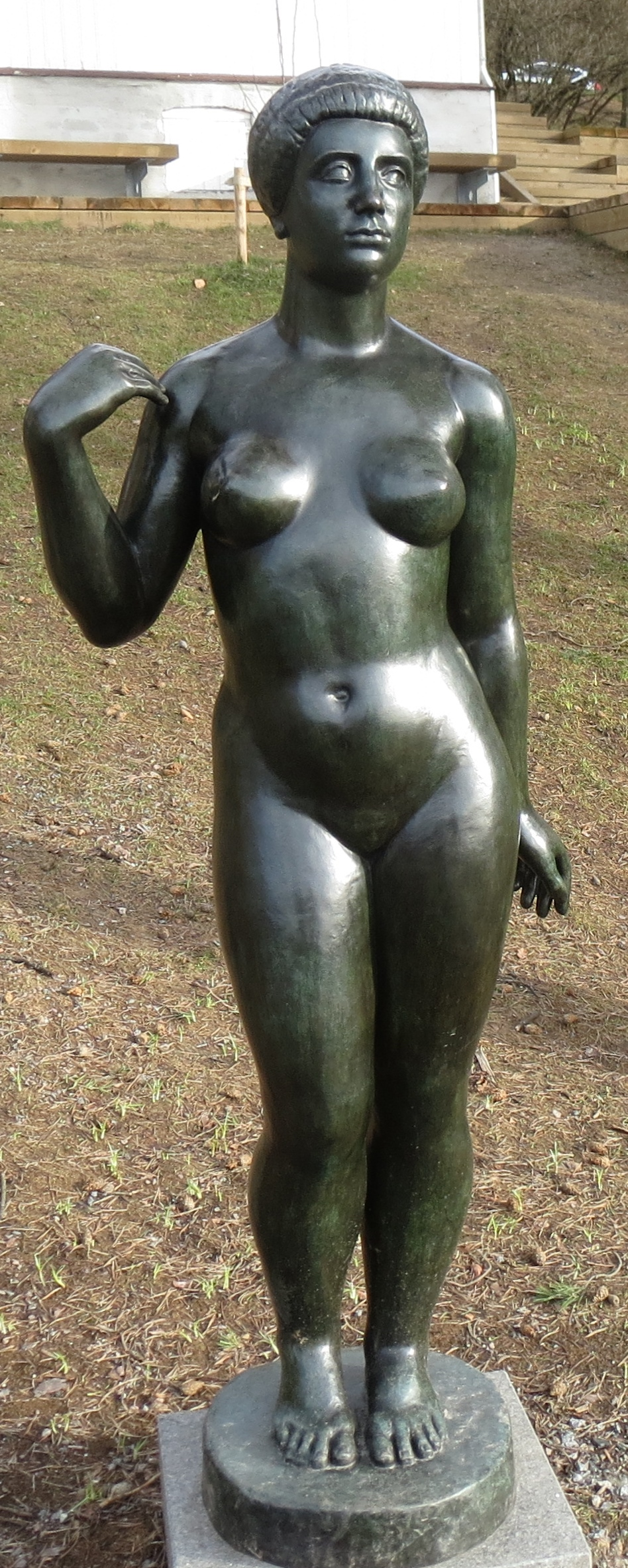
Aristide Maillol: Nue sans draperie

- Nue sans draperie, bronce, 1921, por Aristide Maillol

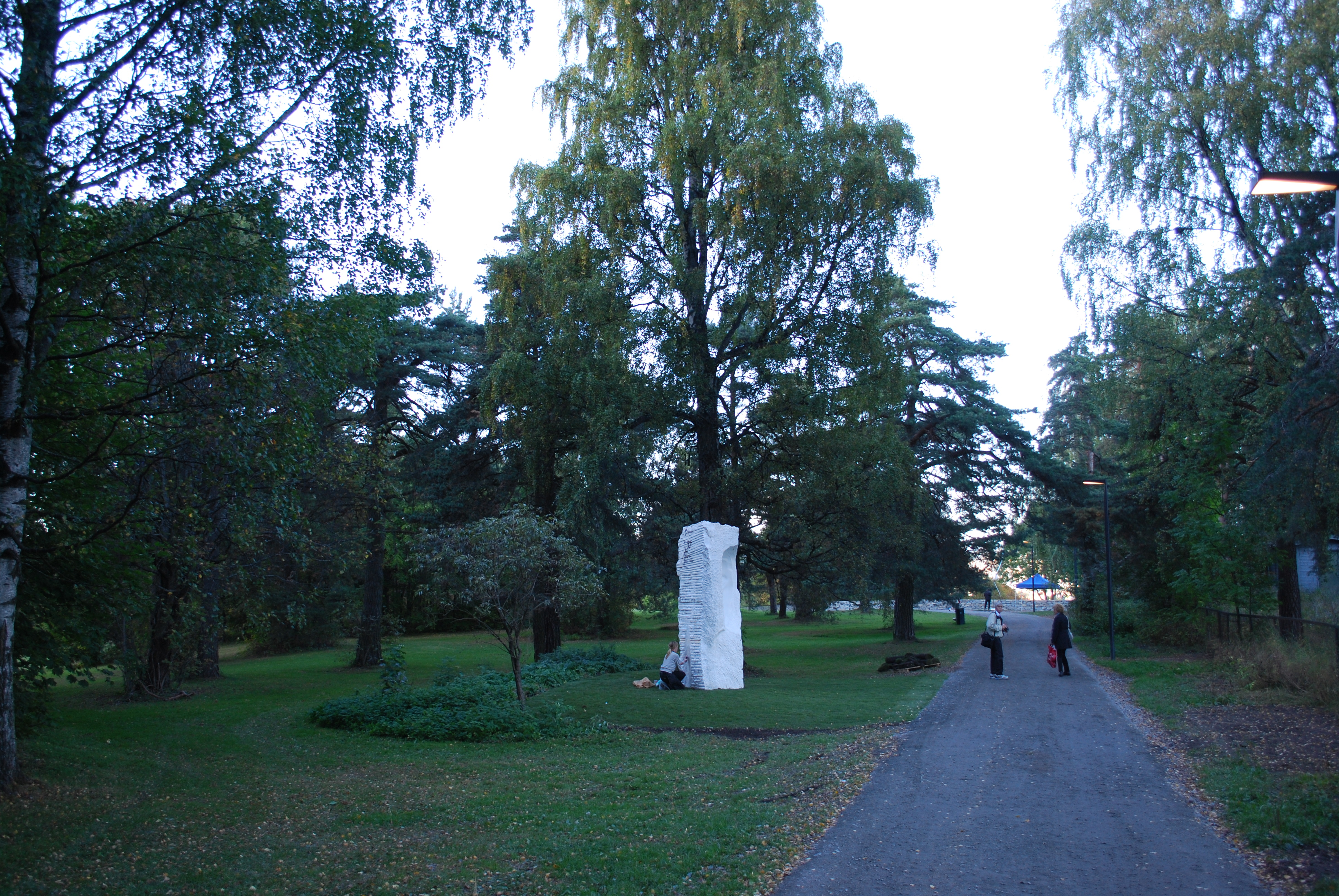
Hilde Mæhlum: Konkavt ansikt

- Konkavt ansikt, mármol, 2006, por Hilde Mæhlum
- Light projection, instalación, 2010@–13, por Tony Oursler[5]
- Venus Victrix, bronce, 1914@–16, por Auguste Renoir
- La grande laveuse, bronce, 1917, por Auguste Renoir
- Eva, bronce, 1881, por Auguste Rodin
- Cariatide tombée à l'urne, bronce, por Auguste Rodin
- Fideicommisum, bronce, 2002, por Ann-Sofi Sidén
- Drømmersken, mármol, 1992, por Knut Steen
- Bodegón con paisaje, acero inoxidable, 2011@–12, por Sarah Sze
- Pathfinder #18700, por Fujiko Nakaya
- Poder espectral. Φeλ (Talking  lamppost), 2013, por Tony Oursler
- Chloé, mármol, 2019, por Jaume Plensa
- Möbius trippel Por Aase Texmon Rygh
- Skyspace: The Color Beneath, instalación, 2010@–13, por James Turrell
- Ganzfeld: Visión doble, 2013, por James Turrell
- Mor med barn, bronce, por Por Ung
- Mann og kvinne, Adorasjon, bronce, 1908, por Gustav Vigeland
- Huldra, bronce, por Dyre Vaa
- Viajero, bronce, por Tori Wrånes